# Désactivateur
 (avril 2008).
Si vous disposez d'ouvrages ou d'articles de référence ou si vous connaissez des sites web de qualité traitant du thème abordé ici, merci de compléter l'article en donnant les références utiles à sa vérifiabilité et en les liant à la section « Notes et références ».
Un désactivateur (noté par exemple D) ou quencher (extincteur en anglais) est une entité moléculaire, ou une espèce chimique, capable de désactiver un état excité (E*) créé dans une entité moléculaire (E) par transfert d'énergie, d'électron ou par un mécanisme chimique.
Par exemple :
E + {\displaystyle h\ \nu \,} → E*
E* + D → E + D*
D* → D + chaleur
où {\displaystyle h\ \nu \,} peut représenter une exposition au rayonnement ultraviolet solaire d'un polymère (E).

## Utilisation comme photostabilisant de polymères
Les complexes de métaux de transition (surtout le nickel), qui présentent des couches électroniques instables, sont ainsi utilisés dans les fils et films minces de polymères (tels le PP, les PA ou les polyesters linéaires) pour les protéger contre le rayonnement UV solaire.
Note : les absorbeurs de radiations UV (ex. : pigments absorbants tels le noir de carbone ; composés organiques tels certains salicylates, benzoates de phényle et benzophénones) et les pièges à radicaux (ex. : Photostabilisants aminés à encombrement stérique (en) tels le PEDA) sont aussi des stabilisants UV de polymères.

## Construction
En construction, un désactivateur des ciments permet le décapage superficiel des matériaux à base de ciment, le nettoyage du matériel de chantier, l’élimination des salissures de ciment, l’exécution de grains lavés et la suppression des laitances superficielles.
Dans le béton, un désactiveur (ou désactivant) retarde la prise en surface pour laisser apparaître les granulats présents dans la masse du béton.